# Peixinho (futebolista)
Arnaldo Poffo Garcia, mais conhecido como Peixinho (Piracicaba, 2 de setembro de 1940), é um ex-futebolista brasileiro que atuava como ponta-direita.
É conhecido por ter marcado o primeiro gol da história do Estádio do Morumbi. Fez 302 gols na carreira.
Seu apelido deve-se ao fato de ser filho do jogador Peixe, que defendeu o Santos na década de 1940 — no ano do nascimento de Peixinho, Peixe foi o artilheiro do Campeonato Paulista, com 21 gols, defendendo o Ypiranga.

## História

### Carreira
Peixinho começou nas categorias de base do São Paulo com 15 anos, para onde foi depois de uma partida em que seu colégio na Lapa venceu os infantis do Tricolor.
Quando Peixinho começou a jogar, atuava como meia, mas Vicente Feola o mudou para a ponta, assim como o pai dele.
Sua carreira ficou marcada pelo gol que marcou em um amistoso contra o Sporting, de Portugal, aos doze minutos do primeiro tempo, em 2 de outubro de 1960. Foi o primeiro gol da história do Estádio do Morumbi e deu ao São Paulo a vitória por 1 a 0. "Eu me lembro que o Fernando tocou para o Jonas, que cruzou", lembrou, cinquenta anos depois, em entrevista à revista oficial do São Paulo. "Estiquei-me inteiro para alcançar a bola, dando um verdadeiro mergulho." A partir daí, tal jogada passou a ser conhecida como "peixinho". Com 20 anos, Peixinho marcou aquele gol e voltou de bonde para casa.
Naquela temporada marcou dezesseis gols pelo São Paulo, mas não chegou a se firmar entre os titulares. Deixou o tricolor em 1961. Jogou 61 partidas (23 vitórias, 14 empates, 24 derrotas) pelo seu clube de coração e marcou 19 gols entre 1959 e 1961.
Pela Ferroviária jogou seis anos em duas passagens por Araraquara, onde fez 95 gols em 186 jogos. Pelo clube fez o gol que considera o mais bonito, em 1962, na vitória de 3x1 contra o Palmeiras, onde fez um gol bicicleta de fora da área.
Passou pelo Santos, onde marcou 39 gols.
Passou ainda por Comercial, Bangu, Deportivo Itália, da Venezuela, Coritiba e First Portuguese, do Canadá.
Peixinho ostenta uma marca rara na carreira de um jogador, nunca foi expulso nem recebeu cartão em sua carreira.

### Títulos
Santos
- Taça Brasil: 1964
- Campeonato Paulista: 1964[11], 1965
- Torneio Rio-São Paulo: 1964[12][13]

### Pós aposentadoria dos campos
Atualmente Peixinho dá aulas de futebol em Piracicaba em uma escolinha de sua propriedade.

## Vida pessoal
Filho de Arnaldo Alves Garcia e Norma Poffo Garcia, é casado com Ana Maria Oliveira Garcia, pai de Viviane Garcia Contarini e Daniela Garcia Dorta e avô de cinco netos: Guilherme, Isabela, Rafaela, Débora e Luisa.